# Platyrhina tangi
Platyrhina tangi är en rockeart som beskrevs av Iwatsuki, Zhang och Nakaya 20. Platyrhina tangi ingår i släktet Platyrhina och familjen Rhinobatidae. Inga underarter finns listade i Catalogue of Life.